# Сликари и вајари: Недељко Гвозденовић
„Сликари и вајари: Недељко Гвозденовић” је југословенски документарни ТВ филм из 1986. године. Режирао га је Гојко Шкарић а сценарио је написао Никола Кусовац.

## Улоге
| Глумац              | Улога                 |
| ------------------- | --------------------- |
| Недељко Гвозденовић | Лично (сликар)        |
| Никола Кусовац      | Лично Домаћин         |
| Драга Јонаш         | Лично - чита текстове |